# حسن الجزولى
دكتور حسن الجزولى هو قاص و اديب و سياسى و عضو باللجنة المركزية للحزب الشيوعي السوداني انتخب في الدورة الخامسة لمؤتمر الحزب الذي انعقد بالخرطوم و يكتب عامود راتب بجريدة الميدان الجريدة الناطقة باسم الحزب الشيوعي السوداني كما يكتب بعدة صحف سودانية أخرى.
من مواليد مدينة أم درمان وتلقى تعليمه فيها حتى مرحلة الثانوي العالي.
قاص وصحفي وكاتب نشرت له العديد من المقالات والقصص القصيرة في عدد من الصحف والمجلات السودانية والعربية والأجنبية. يعد من جيل السبعينات في كتابة القصة القصيرة السودانية، وقد جاء ضمن العشرة الأوائل بالعمل الذي تقدم به في مسابقة القصة القصيرة التي نظمتها عام 1975 ندوة أمدرمان الأدبية بمناسبة يوبيلها الفضي.

## مؤلفات صدرت له
- عنف البادية .. وقائع اللحظات الأخيرة في حياة عبد الخالق محجوب السكرتير السياسي للحزب الشيوعي السوداني 2007.
- نور الشقايق 2012
- بوابة قوس قزح عام 1992 مجموعة قصصية مشتركة مع القاص مصطفى مدثر
- بيوت سيئة السمعة في السودان عام 2000
- أرشفة الضحك - 200 حكاية وملحة سودانية - الجزء الأول 2007
- كما أصدر بالاشتراك مع الصحفية إيمان عثمان كتاباً عن الراحل التيجاني الطيب بابكر القيادي الشيوعي ورئيس تحرير صحيفة الميدان

## وصلات خارجية
- مكتبة د.حسن الجزولي في سودانيزاونلاين
- مسامرة مع حسن الجزولي - الجزء الأول
- مسامرة مع حسن الجزولى- الجزء الثانى
- مسامرة مع حسن الجزولى الجزء الثالث